# Черниш Наталія Іванівна
Черниш Наталія Іванівна (*9 березня 1954) — український учений у галузі видавничої справи та соціальних комунікацій, доцент кафедри медіакомунікацій Української академії друкарства, доцент, кандидат філологічних наук.

## З життєпису
Автор понад 200 публікацій з питань бібліології, українського і світового енциклопедичного книговидання, культури книги, історії друкарства, редакторської та видавничої діяльності видатних українських книгознавців, журналістів, письменників.
У 1976 р. закінчила з відзнакою Український поліграфічний інститут ім. Івана Федорова (нині — Українська академія друкарства) за спеціальністю «Журналістика», спеціалізацією «Редагування науково-технічної інформації та рекламної літератури». Після завершення навчання працювала редактором видавництва при Львівському державному університеті ім. Івана Франка, а 1981 р. почала викладати в Українському поліграфічному інституті ім. Івана Федорова, де займається науково-педагогічною діяльністю до сьогодні.
Закінчила аспірантуру Московського поліграфічного інституту та в 1987 р. у спеціалізованій раді цього навчального закладу захистила дисертацію на здобуття вченого ступеня кандидата філологічних наук за спеціальністю «Книгознавство» на тему «Академік Микола Платонович Бажан — редактор і видавець: Досвід роботи у Головній редакції УРЕ» (керівник — російський книгознавець проф. М. М. Сікорський). Автор численних публікацій, що висвітлюють редакторський та видавничий досвід академіка М. П. Бажана. У 2012 р. побачили світ дві монографії дослідниці: «Академік Микола Бажан. Редактор. Видавець. Енциклопедист» у київському видавництві «Українська енциклопедія» та «Видавничий доробок Миколи Бажана» — у львівському видавництві "ЛА «Піраміда».
Взяла участь у більш як 120 всеукраїнських та міжнародних конференціях з книгознавства й видавничої справи. Має понад 200 наукових та навчально-методичних публікацій в українських та зарубіжних виданнях, основна частина яких присвячена теорії та історії української енциклопедичної справи. Автор 7 монографій (чотири — одноосібно) та 7 навчальних посібників (шість — одноосібно). Публікувалася у провідних фахових журналах та збірниках «Наукові праці Національної бібліотеки України ім. В. І. Вернадського», «Енциклопедичний вісник України», «Наукові записки Української академії друкарства» та ін. Постійний автор публікацій у міжгалузевих збірниках «Поліграфія і видавнича справа», «Український інформаційний простір», «Квалілогія книги», часописах «Вісник Книжкової палати», «Бібліотечний вісник».

## Основні публікації
- Академик Николай Платонович Бажан — редактор и издатель: Опыт работы в Главной редакции Украинской Советской энциклопедии: автореф. дисс. … канд. филол. наук: 05.25.04. — книговедение. — М. / Москов. полиграф. ин-т, 1987. — 17 с.
- Українська енциклопедична справа: історія розвитку, теоретичні засади підготовки видань: навч. посіб. — Львів: Фенікс, 1998. — 92 с.
- Видавнича справа та редагування в Україні: постаті і джерела (XIX — перша третина XX ст.): навч. посіб. для студ. вищих навч. закладів / за ред. Н. Зелінської. — Львів: Світ, 2003. — 612 с. (у співавт.).
- Бібліографічна комісія НТШ як центр дослідження української книги (1909—1939): навч. посіб. — К. : Наша культура і наука, 2006. — 216 с.
- Нариси з історії світової енциклопедичної справи: навч. посіб. — Київ: Наша культура і наука, 2009. — 212 с.
- Академік Микола Бажан. Редактор. Видавець. Енциклопедист: монографія. — К. : Всеукр. держ. вид-во «Українська енциклопедія» ім. М. П. Бажана, 2012. — 320 с.
- Видавничий доробок Миколи Бажана: монографія. — Львів: Піраміда, 2012. — 280 с.
- Основи культури видання: навч.-метод. посіб. — Львів: Українська академія друкарства, 2013. — 144 с.
- Основи бібліології: навч. посіб. — Київ: Наша культура і наука, 2014. — 220 с.
- Редагування енциклопедичних видань: теорія і практика: навч. посіб. — Львів: Світ, 2015. — 236 с.
- Енциклопедичні видання в сучасному інформаційному просторі : монографія / за ред. А. М. Киридон. — Київ : Державна наукова установа «Енциклопедичне видавництво», 2017. — 312 с. (у співавт.).
- Нариси з історії української енциклопедичної справи : монографія. — Львів : Піраміда, 2018. — 348 с.
- Традиції та сучасні концепти енциклопедичної справи: монографія / за ред. А. М. Киридон. — Київ : Державна наукова установа «Енциклопедичне видавництво», 2018. — 280 с. (у співавт.).
- Подвижники енциклопедичної справи : монографія. — Львів : Піраміда, 2020. — 164 с.
- Енциклопедичні проекти — чинники національного поступу: монографія / за ред. А. М. Киридон. — Київ : Державна наукова установа «Енциклопедичне видавництво», 2020. — 324 с. (у співавт.).